# Marikas Missio
Marikas Missio ist ein deutscher Dokumentarfilm von Michael Schmitt.
Der Film feierte seine Weltpremiere auf dem TWIST Seattle Queer Film Festival und hatte bei den Internationalen Hofer Filmtagen 2017 Deutschlandpremiere. Der Film wurde von der Man on Mars Filmproduktion in Koproduktion mit der Hochschule für Fernsehen und Film München produziert.

## Auszeichnungen
Auf dem FILMZ Festival des Deutschen Kinos in Mainz wurde der Film als Bester Dokumentarfilm ausgezeichnet. Im Dokumentarfilm-wettbewerb des 44. Internationalen Filmwochenendes Würzburg belegte der Film den zweiten Platz. Marikas Missio lief auf zahlreichen Filmfestivals in Europa, USA, Südamerika, Afrika und Australien. Im Mai 2018 wurde der Film für den Studio Hamburg Nachwuchspreis in der Kategorie "Beste Dokumentation" nominiert.

## Kritiken
- Süddeutsche Zeitung „Eine feinfühlige Dokumentation über ein sehr privates und gleichzeitig gesellschaftlich höchst brisantes Thema.“[4]
- Mittelbayerische Zeitung „Was das wiederum bedeutet, für eine Frau, deren Traumberuf es von Kindesbeinen an war, Katholische Religion unterrichten zu dürfen, das erzählt dieses eindrucksvolle Porträt.“[5]